# Ночево (Болгария)
Ночево (болг. Ночево) — село в Болгарии. Находится в Кырджалийской области, входит в общину Черноочене. Население составляет 88 человек на 2011 год и 58 на 2018.

## Политическая ситуация
Ночево подчиняется непосредственно общине и не имеет своего кмета.
Кмет (мэр) общины Черноочене — Айдын Ариф Осман (Движение за права и свободы (ДПС)) по результатам выборов в правление общины.